# 에밀 시오랑
에밀 미하이 시오랑(루마니아어: Emil Mihai Cioran 에밀 미하이 치오란[*], 1911년 4월 8일~1995년 6월 20일)은 루마니아어와 프랑스어로 쓰여진 만연한 철학적 염세주의, 문체, 격언으로 유명한 작품을 출판한 인물로, 그의 작품은 고통, 부패, 허무주의 문제와 자주 관련이 있다. 1937년에 시오랑은 카르티에 라탱으로 이사했으며 그곳에서 1995년 사망할 때까지 파트너와 함께 은둔 생활을 했다.
10세에 시오랑은 학교에 다니기 위해 시비우로 이사했고 17세에 부쿠레슈티 대학교의 문학 및 철학 학부에 등록하여 외젠 이오네스코와 미르체아 엘리아데를 만나 친구가 되었다.
시오랑은 독일어를 잘 구사하여 어린 나이에 언어를 배웠고 독일어로는 가능하지만 루마니아어로는 사용할 수 없는 철학을 계속 읽었다. 시오랑의 청소년기 기록에는 프리드리히 니체, 오노레 드 발자크, 아르투어 쇼펜하우어, 표도르 도스토옙스키 등에 대한 연구가 나와 있다. 그는 "존재의 불편함"을 공리로 받아들이는 불가지론자가 되었다. 대학에 있는 동안 그는 지멜, 클라게스 및 하이데거의 영향을 받았지만 시오랑의 중심 사고 체계에 기여한 러시아 철학자 레프 셰스토프의 영향도 받았다. 시오랑의 졸업 논문은 앙리 베르그손에 관한 것이었지만 나중에 베르그손이 삶의 비극을 이해하지 못했다고 주장하면서 거부했다.
1933년에 그는 장학금을 받고 베를린 훔볼트 대학교에서 요한 고틀리프 피히테, 헤겔, 에드문트 후설, 이마누엘 칸트, 게오르크 지멜, 쇼펜하우어, 니체를 공부했다. 여기에서 클라게스와 니콜라이 하르트만과 접촉했다. 베를린에 있는 동안 그는 나치 정권의 정책에 관심을 갖게 되었고 주제를 다루는 Vremea에 칼럼을 기고했다.
1936년 베를린에서 돌아온 시오란은 브라쇼브의 안드레이 차구나 고등학교에서 1년 동안 철학을 가르쳤다. 1937년에 그는 부쿠레슈티에 있는 프랑스 문화원 지부의 장학금을 받고 파리로 떠났고, 그 장학금은 1944년까지 연장되었다. 고국에 잠시 머문 후(1940년 11월 – 1941년 2월) 시오랑은 다시는 돌아오지 않았다.
1995년에 시오랑은 알츠하이머병으로 사망했고 몽파르나스 묘지에 묻혔다.

## 같이 보기
- 반출생주의
- 인간혐오